# Lisa Thompson
 Lisa Thompson (Hornchurch, Upminster, Inglaterra,1973) es una escritora inglesa de literatura infantil y juvenil.

## Biografía
Thompson se crio en el distrito londinense de Havering. A los 16 años abandonó la escuela y trabajó durante unos años en una compañía de seguros hasta que en 1991 se unió a la BBC y se convirtió en asistente de transmisión de radio. Dejó la BBC en 2002 y más tarde comenzó a trabajar como asistente de transmisión de radio en una productora independiente. A los 43 años publicó su libro de debut, la novela El imprevisto caso del chico en la pecera, que fue publicada en España por el sello Cross Books, perteneciente a la editorial Planeta. Una reseña en Kirkus destacó que el libro 

Logra el equilibrio perfecto, aparentemente sin compromiso, entre una novela centrada en un tema y otra con un atractivo comercial amplio.

El libro se convirtió en un "bestseller" en Inglaterra y fue preseleccionado para el premio Waterstones Children's Book. En 2018 Thompson publicó Un gran amigo, descrito en The Guardian como un libro detallista y empático. En 2019 apareció su tercer libro titulado La extraña desaparición de Maxwell Beckett  y en 2020 The Boy Who Fooled the World.
La primera novela corta que publicó llevó el título Owen and the Soldier (2019) y fue publicada por Barrington Stoke. El libro se convirtió en el primer título amigable con la dislexia que fue preseleccionado para los Blue Peter Book Awards.
En 2019 Thompson contribuyó con un cuento corto a Return to Wonderland, a una colección de nuevas historias ambientadas en el "País de las maravillas", mundo ficticio de Lewis Carroll. Su segunda novela corta se tituló The House of Clouds y fue publicada en 2020. En 2021 escribió su último relato corto, The Graveyard Riddle, en la que utiliza personajes de su primera novela, El imprevisto caso del chico en la pecera, y de su tercera novela corta, The Small Things.

## Obras publicadas

### Novelas
| Título                                     | Año  | Editor                |
| ------------------------------------------ | ---- | --------------------- |
| El imprevisto caso del chico en la pecera  | 2017 | Cross Books (Planeta) |
| Un gran amigo                              | 2019 | Cross Books (Planeta) |
| La extraña desaparición de Maxwell Beckett | 2021 | Cross Books (Planeta) |
| El Chico Quién Fooled el Mundo             | 2020 | Scholastic            |
| El Graveyard Adivinanza                    | 2021 | Scholastic            |

| Título             | Año  | Editor           |
| ------------------ | ---- | ---------------- |
| Owen y el Soldado  | 2019 | Barrington Stoke |
| La Casa de Nubes   | 2020 | Barrington Stoke |
| Las Cosas Pequeñas | 2021 | Barrington Stoke |

### Cuentos
| Título                | De                                    | Año  | Editor    |
| --------------------- | ------------------------------------- | ---- | --------- |
| El Knave de Corazones | Regreso a Wonderland (Varios autores) | 2019 | Macmillan |